# Pomme Rose
Pomme Rose ist eine Siedlung im Parish Saint David im Süden von Grenada.

## Geographie
Die Siedlung liegt oberhalb der Küste, nördlich von Bellevue.